# Vitalien Laurent
Vitalien Laurent, né le 26 mai 1896 à Séné (Morbihan) et mort le 21 novembre 1973 à Paris, est un prêtre et un byzantiniste français.

## Biographie
Louis Philippe Olivier Laurent est d'origine bretonne et terrienne. Il reçoit sa formation dans les écoles de Belgique et du Luxembourg à partir de 1908. Il fait sa profession religieuse chez les Assomptionnistes à Louvain le 6 janvier 1923. Il reçoit l'ordination sacerdotale le 27 juin 1924 avec comme témoin Venance Grumel. La même année, il intègre les Échos d'Orient dont il devient le directeur en 1930. Après le transfert de la rédaction d'Istanboul à Bucarest, il demeure en Roumanie jusqu'à son expulsion en 1947.
Dès ses premières études sur Jean Beccos, il se spécialise dans la théologie orientale et la sigillographie. La seconde partie de sa carrière se déroule à Paris sauf pendant quelques missions aux États-Unis et une période de travail au Vatican entre 1952 et 1959 où il assume la charge de Conservateur du Médailler Pontifical. Il devient Maître en 1958 puis, en 1963, Directeur de recherches au CNRS. Il meurt brutalement à Paris.
Vitalien Laurent traduit les six premiers livres de l'Histoire de Georges Pachymère ; sa traduction a été publiée posthume en 1984 par Albert Failler, qui l'a ensuite complétée pour les sept autres livres.

## Publications

### Articles
- « La chronologie des patriarches de Constantinople au XIIIe s. (1208-1309) », dans Revue des études byzantines, tome 27, 1969, p. 129-150.
- « La chronologie des patriarches de Constantinople de la première moitié du XIVe siècle (1294-1350) », dans  Revue des études byzantines, tome 7, 1949, p. 145-155.
- « Les premiers patriarches de Constantinople sous la domination turque (1454-1476). Succession et chronologie d'après un catalogue inédit », dans Revue des études byzantines, tome 26, 1968, p. 229-263.

### Traductions
- (fr + grc) Georges Pachymérès, Relations historiques, édition, introduction et notes par Albert Failler, traduction française par †Vitalien Laurent, vol. 1 (livres I-III), Paris, Les belles lettres, 1984, coll. « Corpus Fontium Historiae Byzantinae » (no XXIV/1)  (ISBN 2-251-32230-2).
- (fr + grc) Georges Pachymérès, Relations historiques, édition et notes par Albert Failler, traduction française par †Vitalien Laurent, vol. 2 (livres IV-VI), Paris, Les belles lettres, 1984, coll. « Corpus Fontium Historiae Byzantinae » (no XXIV/2)  (ISBN 2-251-32231-0).

## Source
- « Bibliographie du Père Vitalien Laurent », Revue des études byzantines, t. 32,‎ 1974, p. 343-379.